# 庫爾德斯坦
庫爾德斯坦（羅馬化：Kurdistan，意为“库尔德人的土地”）是一個橫跨土耳其、伊拉克、伊朗和敘利亞四國山區的地區，為庫爾德人主要聚居地及其文化區，如今被這四個現代主權國家所分割。庫爾德人一直爭取在庫爾德斯坦地區建國，但一直受到四國政府的鎮壓，尤其是受到土耳其政府的屠殺和迫害。雖然尚未獨立成功，目前伊拉克、敘利亞兩國均有庫德人的自治地區，分別為伊拉克庫德斯坦及羅賈瓦（敘利亞庫德斯坦）；其中伊拉克庫德斯坦政府在2017年9月25日发起咨询性质不具有法律约束力的独立公投，28日宣布支持独立的票数达到近93%。
另外，库尔德斯坦地区还居住着一些亚述人和阿拉美亞人等其他少數民族。在某些库尔德城市，城市定居点的历史可以追溯到史前时期，如拥有8000年城市居住地历史的皮兰沙赫尔和拥有6000年城市居住地历史的埃尔比勒。

## 歷史

### 前伊斯兰时期
在史前时期，该地区属于尼安德特人的栖息地，发现于埃尔比勒省的沙尼达尔洞穴是伊拉克最早的村落遗址之一。大约公元前7000年，耶莫文化主宰了该地区。库尔德斯坦最早的新石器时代遗存是大约公元前6000年的哈苏纳遗址，该遗址是“哈苏纳文化”的中心。约公元前2400年，该地区成为阿卡德人北支（后演化为亚述人和胡里特人）的居住地，自公元前2334年到公元前2154年，该地区隶属于阿卡德帝国。根据《亚述王表》，亚述王自公元前23世纪开始在该地区出现；阿舒尔、伊卡拉图姆等亚述城邦自公元前21世纪中叶开始出现。根据努斯泥版（Nuzi tablets），在公元前2030年前后亚述王乌什皮亚统治之前，阿舒尔城似乎已经是阿卡德帝国的一个地方行政中心，服从于他们的同胞萨尔贡大帝和他的子孙们。亚述人兴建了阿舒尔、尼尼微、古扎纳、阿拉普哈、伊穆尔-恩利尔（巴拉瓦特）、舒巴特-恩利尔和卡尔胡等大城市。该地区的亚述大城市埃尔比勒有着其独特的伊西塔女神信仰，且该城被其亚述居民称为“伊西塔夫人”。亚述人从公元前21世纪开始统治该地区，在前1813年-前1754年时期、前1385年-前1076年时期和前911年-前608年的新亚述帝国时期，该地区是各个亚述帝国的中心，被称为“亚述”。公元前612年至公元前605年间，亚述帝国衰亡，该地区成为新巴比伦王国的国土，后来在公元前539年到前332年又成为波斯阿契美尼德帝国的一部分，其阿契美尼德名称为“Athura”。公元前332年，该地区被亚历山大大帝攻陷，之后被希腊塞琉古帝国统治，被更名为直到公元前2世纪中叶被安息帝国的米特里达梯一世攻占，其间其名字也变为了叙利亚（“亚述”的希腊语变体）。在公元一世纪，亚述半自治王国阿迪亚波纳以埃尔比勒为中心。后来，该地区又成了罗马帝国的亚述行省，但之后不久被萨珊王朝夺回，建立了亚述斯坦总督辖区，直至阿拉伯伊斯兰教徒入侵。在萨珊王朝的统治下，该地区成为东方亚述教会的中心并形成了繁荣的叙利亚语文学传统。

### 伊斯兰化

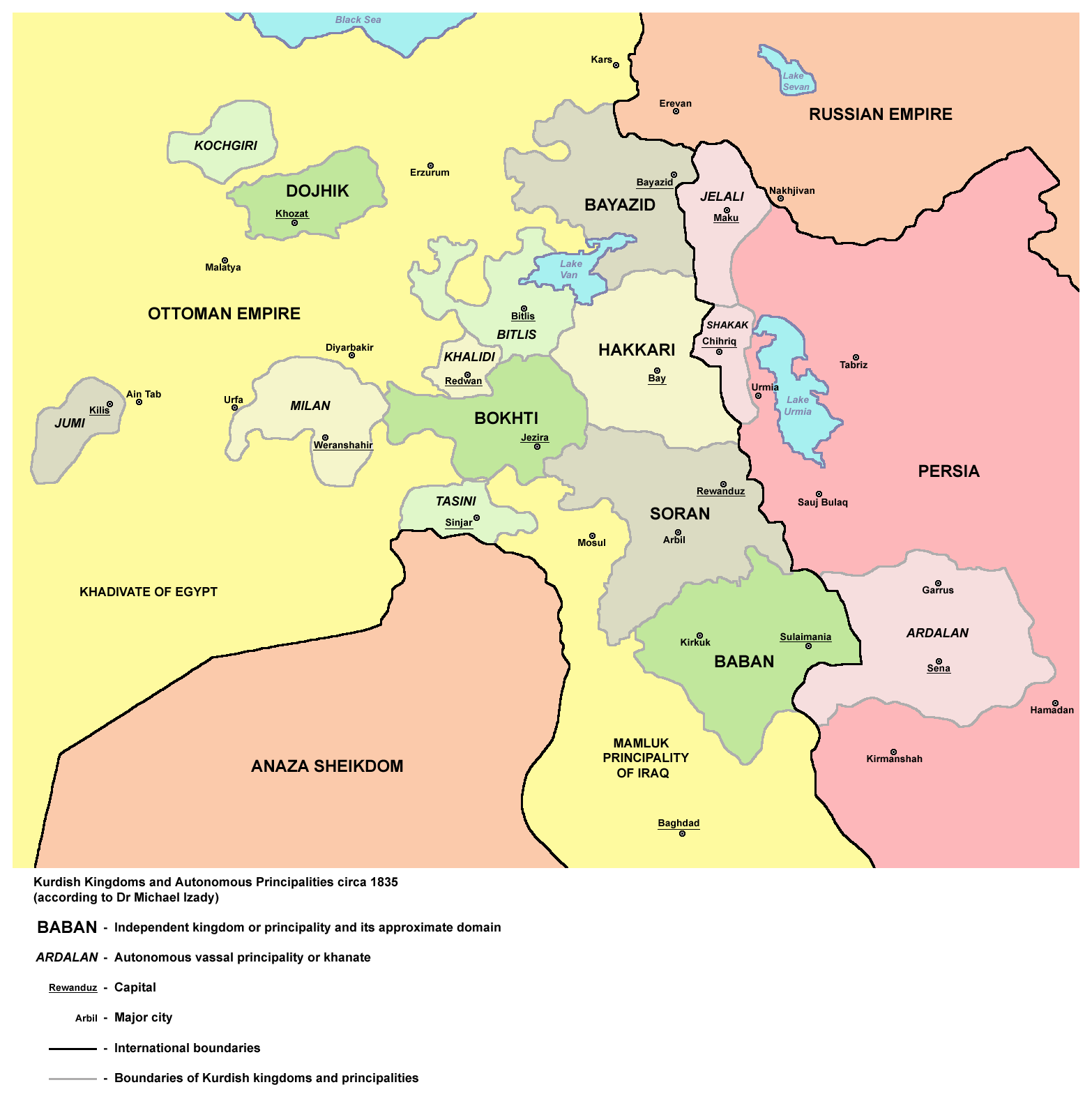
库尔德人的独立王国与自治公国，约1835年

公元7世纪中叶，该地区被穆斯林攻占，亚述成了一个地缘政治实体，成为阿拉伯帝国的一部分。随着11世纪突厥人和13世纪蒙古人的入侵，该地区成了各个突厥与蒙古封建邦国的属地，库尔德地区主要属巴班、巴赫迪南、索兰三个酋长国。
十六、七世纪间，该地区的归属在波斯萨珊王朝与奥斯曼帝国之间几经易手，最终于17世纪中叶开始归于土耳其。18世纪早期，该地区曾短暂地被纳迪尔沙率领下的伊朗阿夫沙尔王朝控制。纳迪尔沙去世后，土耳其又重新取得了该地区的宗主权，并且土耳其从1831年开始了对该地区的直接统治。在奥斯曼帝国统治时期，主要属于摩苏尔省，由于库尔德人与居于统治地位的土耳其人共同信奉伊斯兰教逊尼派，并未遭受歧视，由于库尔德人擅长于军事，他们在各地为摩苏尔帕夏（总督）服役而从不纳税。摩苏尔巴班王朝于1850年被土耳其将军伊斯马仪推翻，许多库尔德人进入地方政府做官，并建立了为苏丹服役的骑兵部队。
土耳其对该地区的统治一直持续到第一次世界大战时奥斯曼帝国被英国打败。

### 英国控制区的库尔德人起义
一战期间，协约国曾许诺战争胜利后允许库尔德斯坦独立，英国与法国秘密签署赛克斯-皮科协定对西亚进行瓜分，其中巴格达和巴士拉两省由英国直接统治，摩苏尔为法国的势力范围。1920年协约国与奥斯曼帝国签订色佛尔条约，库尔德斯坦地区将举行公投来决定是否独立。奥斯曼帝国被分裂，大部分国土被协约国各国占领，激起土耳其民族主义者强烈不满，爆发了土耳其独立战争，色佛尔条约未能实施并最终于1922年废除。由于伊拉克地区的反英起义，1921年英国占领的巴士拉和巴格达成立了伊拉克王国，最初摩苏尔虽然也在英国的占领下，但没有加入王国。摩苏尔在1921年7月举行的关于汉志谢里夫哈希姆家族的费萨尔出任国王的全民投票中表示了支持，而基尔库克和苏莱曼尼亚地区的库尔德人则表示反对。1923年，独立后的土耳其共和国和协约国签订了洛桑条约，奠定了现代土耳其和西亚疆域的基础，同时也粉碎了库尔德斯坦独立的梦想。
1918年10月1日，库尔德人领导人们在苏莱曼尼亚的一场与美索不达米亚代理民事专员阿诺德·威尔逊上校的会议中，呼吁英国支持库尔德斯坦在英国的保护下实现统一和独立。1919年与1922年间，苏莱曼尼亚的一个库尔德领导人谢赫·马哈茂德·巴尔赞吉成立了一个库尔德人政府并领导了两次抗英起义，英国当局直至1924年才将其镇压。第一次起义开始于1919年5月22日逮捕苏莱曼尼亚的英国官员，起义迅速蔓延到了摩苏尔和埃尔比勒，为镇压起义，马哈茂德·巴尔赞吉被英国流放印度后，库尔德武装随即崩溃。1920年7月，该地区的62个部落首领宣布独立。1922年，英国恢复了谢赫·马哈茂德的权利，希望库尔德人在他的领导下可以在英国控制的伊拉克王国与声称拥有摩苏尔和基爾庫克主权的土耳其之间形成缓冲。然而，谢赫·马哈茂德对英国人的意图不加理会，与1922年宣布成立库尔德斯坦王国，并自任国王。英国花费了两年的时间才使库尔德地区屈服，但最终马哈茂德仍成功逃脱。1930年，在伊拉克正式加入国际联盟后，马哈茂德开始了其第三次起义，但依旧被英国镇压。
1927年开始，库尔德巴尔扎尼部落成为在伊拉克争取库尔德人权利的最强音。1929年，巴尔扎尼要求在伊拉克北部成立一个库尔德省份。在这些要求的鼓励下，1931年，库尔德人请求国际联盟成立一个独立的库尔德政府。1931年底，艾哈迈德·巴尔扎尼领导了一次反伊拉克的库尔德起义，虽然这次起义在仅仅几个月内就被镇压，但却产生了著名的库尔德英雄穆斯塔法·巴尔扎尼。二战期间，伊拉克的权力真空被库尔德武装所利用，一场由穆斯塔法·巴尔扎尼领导的叛乱在伊拉克北部爆发，并最终控制了库尔德地区。1945年二战结束，在英国的支持下，伊拉克重新征服库尔德只是时间问题。在伊拉克政府与英国的压力下，穆斯塔法·巴尔扎尼于1945年被迫流亡伊朗。之后，在苏联的扶持下，卡齐·穆罕默德于1945年12月在伊朗西北部建立了库尔德人民政府，并于1946年1月成立库尔德独立国家马哈巴德共和国。但不久后马哈巴德共和国被伊朗政府推翻，穆斯塔法·巴尔扎尼又移居苏联。

### 巴尔扎尼起义（1960–1970）
1958年，阿卜杜勒-卡里姆·卡西姆发动军事政变推翻了伊拉克王国，穆斯塔法·巴尔扎尼被卡西姆邀请回国，巴尔扎尼的归来得到了英雄般的欢迎。作为卡西姆与巴尔扎尼之间交易的一部分，卡西姆以承诺给予库尔德人区域自治来换取巴尔扎尼的支持。1959年到1960年间，巴尔扎尼成为库尔德斯坦民主党（库民党）党魁，而库民党于1960年获得合法地位。1960年初，卡西姆将会背叛自治承诺已经显而易见，因此库民党开始鼓动区域自治。面对与库尔德之间日益严峻的分歧及巴尔扎尼个人权利的不断增长，卡西姆开始煽动巴尔扎尼部落传统的敌人Baradost和Zebari部落，并导致了1960年到1961年初的部落战争。1961年2月，巴尔扎尼成功击败了亲政府武装，巩固了其作为库尔德人领导人的地位。就此，巴尔扎尼令其军队占领了所有的库尔德地区并驱逐了那里的政府官员。而为了恢复政府对该地区的控制，卡西姆开始准备对北部的军事进攻。1961年6月，库民党对卡西姆发出一份详细的最后通牒，说明了库尔德人的不满，并要求卡西姆进行整改。卡西姆无视了库尔德的要求并继续其计划的战争。9月10日，一伙库尔德人埋伏了一支伊拉克军队，库尔德叛乱正式爆发。作为此次袭击的回应，卡西姆命令伊拉克空军轰炸库尔德村庄，按巴尔扎尼的标准，此次空袭基本上覆盖了整个库尔德人口。由于卡西姆对伊拉克军队的不信任，他并没有很好地武装参战部队，所以卡西姆政府根本无法镇压这次叛乱。这种僵持激怒了军队中的强力派系，被认为是1963年2月复兴党政变背后的一个主要原因。1963年11月，在经过复兴党人的派别大混战之后，阿卜杜勒·萨拉姆·阿里夫发动政变驱逐了复兴党人，出任伊拉克总统。在对库尔德的进攻又一次失败后，阿里夫在1964年2月宣布停火，引起了库尔德城市激进分子与巴尔扎尼领导的“自由斗士”之间的决裂。 巴尔扎尼同意了停火并将激进分子逐出了库民党。1966年，阿里夫因坠机意外死亡，其兄长阿卜杜勒·拉赫曼·阿里夫继任伊拉克总统，伊拉克政府为击败库尔德人进行了最后的努力。然而1966年5月，巴尔扎尼武装在赖万杜兹附近发生的Handrin山战役中击败伊拉克军队。据说在Handrin山战役中，库尔德人消灭了伊军的整整一个旅。意识到不能得到这场战争的胜利，拉赫曼·阿里夫宣布了一个12点和平计划，但拉赫曼·阿里夫在1968年复兴党发起的政变中被推翻，这一计划没有实施。复兴党发起了旨在平定库尔德人叛乱的战争，然而这场战争1969年就结束了，巴格达内部的权利斗争和伊朗的压力起到了很大的作用。此外，苏联迫使伊拉克与巴尔扎尼和解，1970年三月，一项旨在明确库尔德自治的和平计划被公布，该计划将于4年内实施，其中承诺在政府事务给予库尔德人更大的权利。尽管如此，在此同时，伊政府在富产石油的基尔库克和哈奈根推行了阿拉伯化进程。在接下来的几年里，巴格达当局解决了其自身内部的分歧，在1972年4月与苏联签订了友好协定，并重新被阿拉伯世界所接纳。而库尔德人依旧依赖伊朗的军事支持，没有增强自身的军事力量。

### 自治谈判（1970年-1974年）
区域自治始于1970年库尔德自治区的成立，当时伊拉克政府与库尔德人领导人签署了一项自治协议。自治区包括伊拉克北部的埃尔比勒、苏莱曼尼亚、杜胡克三省，以埃尔比勒为首府，并成立了议会。

### 第二次伊拉克-库尔德战争与阿尔及尔协议

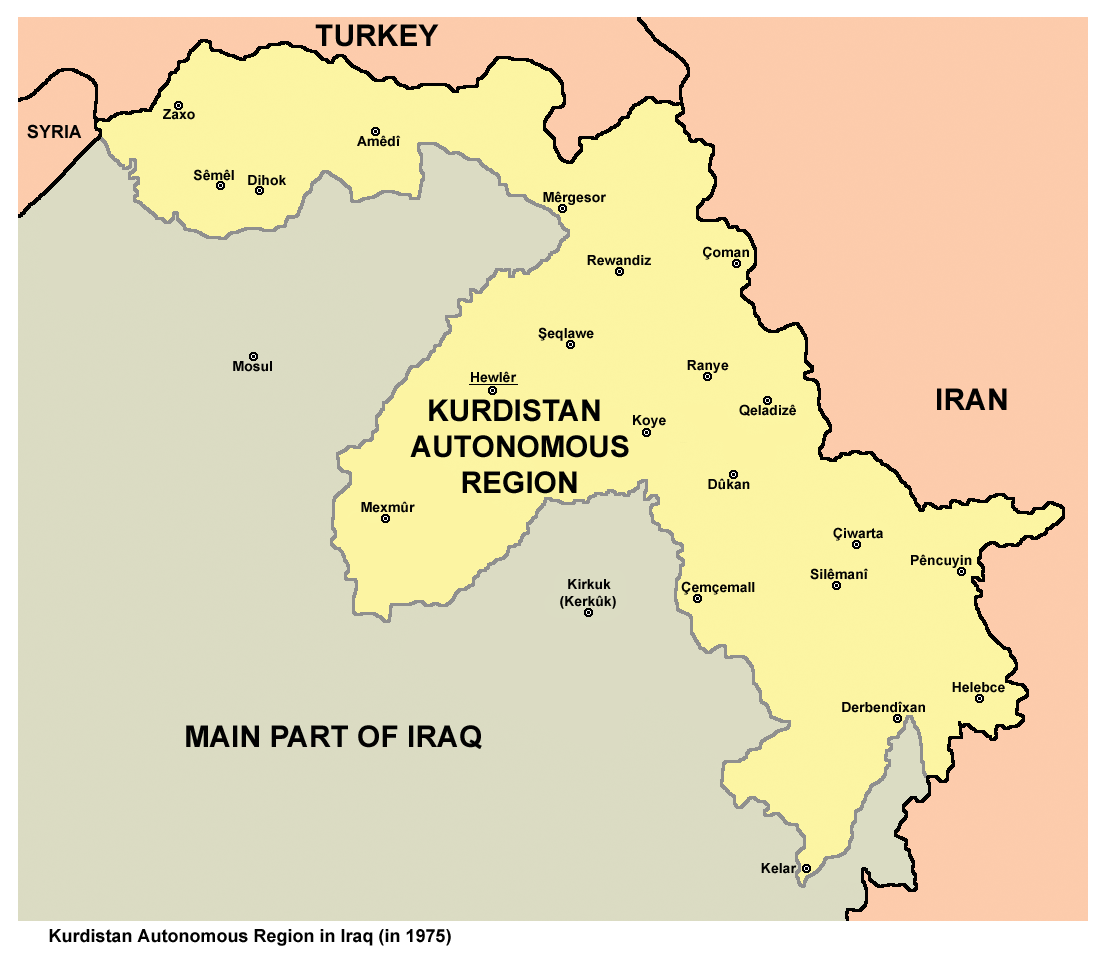
库尔德斯坦自治区，1975年

1973年，美国与伊朗国王达成秘密协议，通过美国中央情报局和以色列情报部门摩萨德秘密资助库尔德叛军与巴格达对抗。1974年，作为报复，伊拉克政府对库尔德人开展了一轮新的进攻，并将库尔德人驱赶到了靠近伊朗的边境。伊拉克通知德黑兰，如果伊朗停止对库尔德人的资助，他将愿意满足伊朗的其他要求。在阿尔及利亚总统胡阿里·布迈丁的调解下，伊拉克与伊朗于1975年达成全面和解，签署了阿尔及尔协议。协议使库尔德人变得无助，而伊朗也切断了对库尔德运动的支援，巴尔扎尼及其支持者逃亡伊朗。几天后其他人集体投降，叛乱结束。于是伊拉克政府又控制了库尔德地区，并通过让阿拉伯人向基尔库克等库尔德斯坦地区的油田附近移民的方式推进北部地区的阿拉伯化。阿尔及尔协议签署后，伊拉克政府对库尔德人的一系列镇压措施导致了1977年后伊拉克军队与库尔德游击队之间的新的冲突。在1978年和1979年，六百个库尔德村庄被焚毁，约二十万库尔德人被驱逐到伊拉克的其他地区。

### 两伊战争与安法尔行动
两伊战争期间，伊拉克政府实施反库尔德政策，一场事实上的内战爆发。伊拉克受到了广泛的谴责，但没有为其向库尔德人使用化学武器等罪行受到严厉的惩罚，化武袭击造成了成千上万的库尔德人死亡。

### 獨立公投
2017年6月，伊拉克库尔德斯坦总统巴尔扎尼宣布将于9月25日就库区独立举行公投，此举随即遭到伊拉克中央政府以及土耳其和伊朗等邻国强烈反对。库区领导层目前仍坚持如期举行独立公投。伊拉克基尔库克省议会29日通过一项议案，同意该省参加定于9月举行的伊拉克库尔德自治区（库区）独立公投。这一决定遭到伊拉克政府、土耳其、伊朗、敘利亞等周邊國家反對。最終該公投以92%支持率通過，共有330萬人投票，投票率達72%。

## 行政區劃

庫德斯坦旗幟，同时也是伊拉克库尔德斯坦的旗帜

庫爾德斯坦總共分成44區，當中位於敘利亞的有2區、在土耳其有28區、在伊朗有6區、在伊拉克有6區。他們的名稱分別如下：
| 地區名稱       | Navê(n) din          | 所在國家                  | 阿拉伯字母 |
| -------------- | -------------------- | ------------------------- | ---------- |
| 阿勒           | Ağrı                 | 土耳其                    |            |
| 迪亞巴克爾     | Diyarbakır           | 土耳其                    |            |
| 多烏巴亞澤特   | Doğubeyazit          | 土耳其                    |            |
| 比特利斯       | Bitlis               | 土耳其                    |            |
| 賓格爾         | Bingol               | 土耳其                    |            |
| 吉茲雷         | Cizre                | 土耳其                    |            |
| 哈卡里         | Hakkari              | 土耳其                    |            |
| 通傑利         | Tunceli              | 土耳其                    |            |
| 加濟安泰普     | Antep, Gaziantep     | 土耳其                    |            |
| 巴特曼         | Batman               | 土耳其                    |            |
| 埃尔津詹       | Erzincan             | 土耳其                    |            |
| 埃尔祖鲁姆     | Erzurum              | 土耳其                    |            |
| 瓦爾托         | Gumgum, Varto        | 土耳其                    |            |
| 哈桑凱伊夫     | Hasankeyf            | 土耳其                    |            |
| 科奇吉里       | Koçgirî              | 土耳其                    |            |
| 埃拉泽         | Elezîz, Elazığ       | 土耳其                    |            |
| 卡赫拉曼馬拉什 | Maraş, Kahramanmaraş | 土耳其                    |            |
| 馬拉蒂亞       | Gurgum, Malatya      | 土耳其                    |            |
| 馬爾丁         | Mardin               | 土耳其                    |            |
| 米迪亞特       | Midiyat              | 土耳其                    |            |
| 穆什           | Muş                  | 土耳其                    |            |
| 卡爾斯         | Kars                 | 土耳其                    |            |
| 尚勒烏爾法     | Urfa, Şanlıurfa      | 土耳其                    |            |
| 阿德亚曼       | Adıyaman             | 土耳其                    |            |
| 錫爾特         | Siirt                | 土耳其                    |            |
| 舍爾奈克       | Şırnak               | 土耳其                    |            |
| 塔特萬         | Tatvan               | 土耳其                    |            |
| 凡城           | Van                  | 土耳其                    |            |
| 阿夫林         | Afrîn                | 叙利亚                    |            |
| 卡米什利       | Kamişli              | 叙利亚                    |            |
| 杜胡克\達霍克  | Dohuk                | 伊拉克( 伊拉克库尔德斯坦) | دھۆك       |
| 蘇萊曼尼亞     | Süleymaniye          | 伊拉克( 伊拉克库尔德斯坦) | سلێمانی    |
| 埃爾比勒       | Erbil                | 伊拉克( 伊拉克库尔德斯坦) | ھهولێر     |
| 扎胡           | Zakho                | 伊拉克( 伊拉克库尔德斯坦) | زاخۆ       |
| 摩蘇爾         | Musul                | 伊拉克                    |            |
| 基爾庫克       | Kerkük               | 伊拉克                    | كهركووك    |
| 錫內           | Sanadaj, Senedec     | 伊朗                      | سنه        |
| 薩蓋茲         |                      | 伊朗                      | سه‌قز       |
| 乌尔米耶       | Urmiye, Wirmiye      | 伊朗                      |            |
| 马哈巴德       | Mahabad              | 伊朗                      |            |
| 克尔曼沙赫     | Kermanşah            | 伊朗                      |            |
| 伊拉姆市       |                      | 伊朗                      |            |

## 政治
- 伊拉克庫德斯坦
- 伊朗庫德斯坦
- 敘利亞庫德斯坦
- 土耳其庫德斯坦

## 外部連結
- 库尔德斯坦地方政府(KRG) （页面存档备份，存于） News, progress reports and reference material about Kurds, KRG and Kurdistan Region.
- The Kurdish Institute of Paris （页面存档备份，存于） Provides news, bulletins, articles and conference information on the situation in Kurdistan.
- Official Investment Website of Kurdistan （页面存档备份，存于）
- Essays on the Origins of Kurdish Nationalism, edited by Abbas Vali
- The Encyclopedia of Kurdistan
- Kurds, Kurdistan[永久], The Encyclopaedia of Islam.
- Troubled Times - A Brief History Of Kurdistan
- A dozen maps of Kurdistan （页面存档备份，存于） by GlobalSecurity.org （页面存档备份，存于）
- "Turkey renames 'divisive' animals" （页面存档备份，存于） BBC News （页面存档备份，存于） 8 March2005
- A number of pictures from historical attractions in Kurdistan （页面存档备份，存于）
- Calls for freedom make the jigsaw of Europe more complicated than ever (Kurdistan in 2010s) Archive.today的存檔，存档日期2007-03-11